# Valerio Piva
Valerio Piva (Ceresara, Màntua, Llombardia, 5 de juliol de 1958) va ser un ciclista italià, professional entre 1982 i 1991.
Un cop retirat dirigí diferents equips ciclistes i actualment està al capdavant de l'equip BMC Racing Team.

## Palmarès
- 1980
  - Vencedor d'una etapa de la Cursa de la Pau

### Resultats al Giro d'Itàlia
- 1983. 112è de la classificació general
- 1986. 59è de la classificació general
- 1987. 74è de la classificació general
- 1988. 100è de la classificació general

### Resultats al Tour de França
- 1990. 109è de la classificació general